# کوزیا وولا (استان اشوی‌داشکسیه)
کوزیا وولا (به لهستانی: Kozia Wola) یک منطقهٔ مسکونی در لهستان است که در گمینا ستانپورکوو واقع شده‌است. کوزیا وولا ۷۳۰ نفر جمعیت دارد.